# Układ NRD–RFN
Układ NRD–RFN (niem. Grundlagenvertrag) – układ między Niemiecką Republiką Demokratyczną a Republiką Federalną Niemiec o podstawach normalizacji ich wzajemnych stosunków, podpisany 21 grudnia 1972 w Berlinie, wszedł w życie 21 czerwca 1973 r. po wymianie dokumentów ratyfikacji.
W układzie określono następujące zasady wzajemnych stosunków NRD i RFN: równoprawność, suwerenna równość, wzajemne poszanowanie niepodległości, integralności terytorialnej i nienaruszalności granic; wyrzeczenie się stosowania siły lub groźby użycia siły; wyrzeczenie się uzurpowania sobie przez każde z państw niemieckich prawa do reprezentowania drugiego państwa.
Układ ten stanowił część układów normalizacyjnych państw Europy Wschodniej z RFN i opierał się na uznaniu realiów polityczno-terytorialnych ukształtowanych w wyniku II wojny światowej. Ważną kwestią w układzie NRD-RFN było ich wzajemne uznanie międzynarodowe.